# When Father Interfered
When Father Interfered è un cortometraggio muto del 1915 diretto da Lawrence McCloskey e prodotto dalla Lubin.

## Produzione
Il film fu prodotto dalla Lubin Manufacturing Company.

## Distribuzione
Distribuito dalla General Film Company, il film - un cortometraggio in una bobina - uscì nelle sale USA il 13 febbraio 1915.